# Sztukator

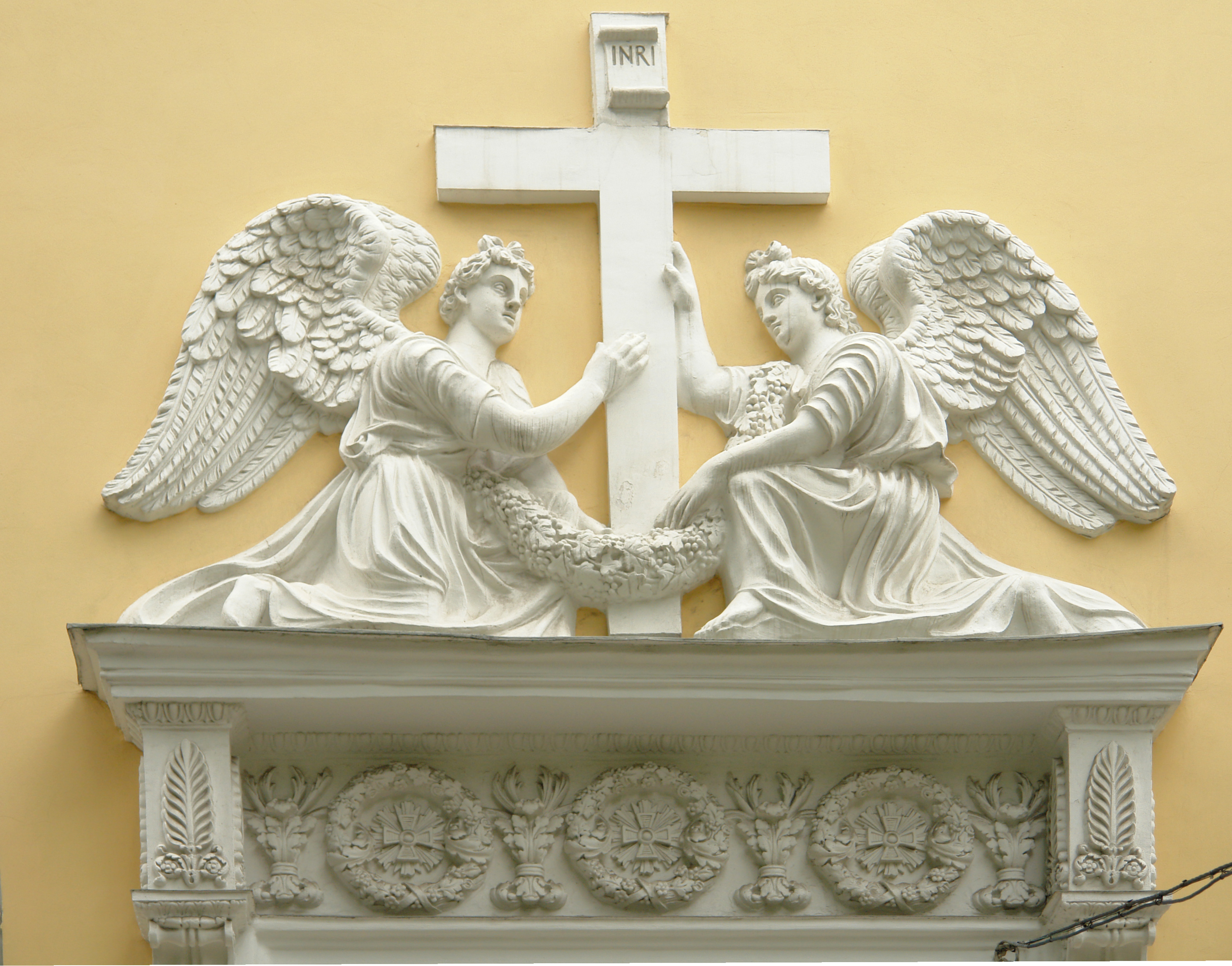
Stiuk – dzieło sztukateryjne

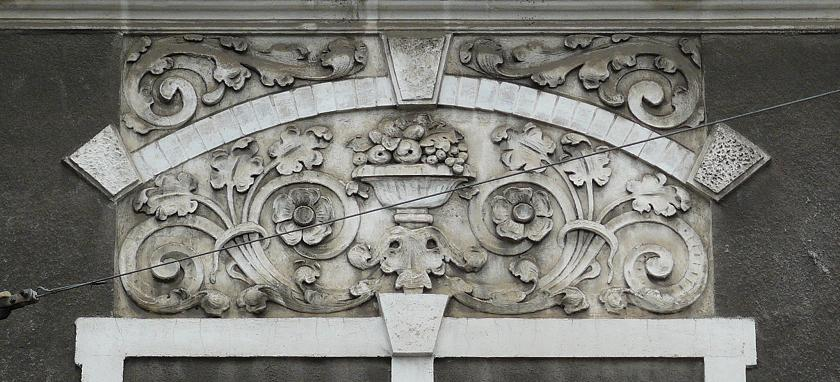
secesyjny ornament sztukatorski

Sztukator – osoba zajmująca się tworzeniem lub odtwarzaniem elementów sztukaterii (stiuków i innych elementów dekoracyjno-stylizacyjnych wykonane z gipsu) wnętrz i elewacji budynków.
Sztukator wytwarza swoje dzieła na miejscu lub w swojej pracowni następnie montując je jako gotowe elementy. Zawód ten został spopularyzowany w okresie renesansu i baroku.
Współcześnie występują w zawodzie sztukatorskim dwa podstawowe kierunki: 
- restauracja obiektów zabytkowych i konserwacja sztukaterii, gdzie jest niezbędna szeroka wiedza o stylach w ornamentyce, starych technologiach zdobnictwa oraz zasadach techniki konserwatorskiej,
- wykwintne roboty wykończeniowe, głównie w reprezentacyjnych obiektach budownictwa użyteczności publicznej; oprócz tradycyjnych robót sztukatorskich należą tu prace we wnętrzach wykonywane metodą zbrojeniową.

Ze względu na rodzaj wykonywanych robót można obecnie w zawodzie sztukatorskim wyodrębnić następujące specjalizacje: 
- sztukator-tynkarz, z umiejętnością wykonywania tynków ciągnionych na pasach oraz montażu sztukaterii,
- sztukator-modelarz, z umiejętnością robót formiersko-odlewniczych,
- sztukator-rzeźbiarz, z umiejętnością odręcznego odtwarzania historycznych form zdobnictwa sztukateryjnego na podstawie istniejących wzorów danej epoki lub na podstawie rysunków[1].